# 4. BAFTA-gála
A 4. BAFTA-gálát 1951. február 22-én tartották, melynek keretében a Brit film- és televíziós akadémia az 1950. év legjobb filmjeit és alkotóit díjazta.

## Díjazottak és jelöltek
(a díjazottak félkövérrel vannak jelölve)

### Legjobb film
Mindent Éváról
- Aszfaltdzsungel
- Az ördög szépsége
- Intruder in the Dust
- Férfiak
- Egy nap New Yorkban
- Orpheusz

### Legjobb brit film
The Blue Lamp
- Chance of a Lifetime
- Morning Departure
- Seven Days to Noon
- State Secret
- The Woodén Horse

### Legjobb dokumentumfilm
The Undefeated
- Inland Waterways
- Kon-Tiki
- La montagne est verte
- Seal Island
- Tha Vatican
- La Vie Commence Demain

### Legjobb speciális film
The True Face Of Japan – The Modern Age
- Les Charmes De L'Existence
- Medieval Castles
- Muscle Beach
- Scrapbook For 1933
- Sound
- The Magic Canvas

### Egyesült Nemzetek-díj az ENSZ Alapokmányának egy vagy több elvét bemutató filmnek
Intruder in the Dust
- The Lawless
- La montagne est verte